# Sleepy Eye, Minnesota
Sleepy Eye là một thành phố thuộc quận Brown, tiểu bang Minnesota, Hoa Kỳ. Năm 2010, dân số của thành phố này là 3599 người.

## Dân số
- Dân số năm 2000: 3515 người.
- Dân số năm 2010: 3599 người.